# 西街街道 (呼和浩特市)
西街街道，是中华人民共和国内蒙古自治区呼和浩特市新城区下辖的一个乡镇级行政单位。

## 行政区划
西街街道下辖以下地区：
艺术厅北街社区、曙光街社区、西落凤街社区、胜利路社区、星火巷社区和艺术厅南街社区。